# Стерео (песня)
«Стерео» — песня, написанная Алексеем Романоф и Александром Ковалёвым. Спродюсированная Романоф, Анной Плетнёвой и Александром Сахаровым, композиция была записана российской поп-группой «Винтаж», для их третьего студийного альбома «Анечка» (2011). «Стерео» должна была быть выпущена, как третий сингл с альбома, после запрета к показу видеоклипа на песню «Деревья», впервые прозвучав 17 сентября в эфире Love Radio. Однако, после релиза видео, «Деревья» были выпущены, как третий сингл на радио.
Участники коллектива назвали песню «дерзкой и смелой» композицией, основной темой которой стало «неприятие ограничений, накладываемых людьми для самих же себя». Яков Золотов из Dvjournal.ru назвал «Стерео» своеобразным продолжением тематики песни «Мальчик», из альбома SEX.
Критики дали полярные оценки композиции. Некоторые из журналистов описали «Стерео» негативно, отмечая её стандартность и депрессивное настроение. Другие — напротив выделяли прекрасный припев композиции и неожиданные культурные референции.

## Предыстория
Песня была записана в середине 2011 года для третьего студийного альбома группы. Появлялись слухи, что композиция будет исполнена дуэтом с певицей Жанной Фриске. В мае 2011 года, Анна Плетнёва упоминала в интервью «Комсомольской правде», что: «В новом альбоме планируются два дуэта: с Владимиром Пресняковым, я его фанатка, и с Жанной Фриске». В августе солистка группы упоминала, что «Винтаж» собираются снять видеоклип на композицию. «Мы скоро будем снимать клип на песню „Стерео“. Съемки пройдут в шашлычной „Чебурашка“. Мне кажется, это очень символично, учитывая, что Чебурашка — это мое детское прозвище», — рассказывала Плетнёва в интервью изданию InterMedia.
Изначально не было известно, станет ли «Стерео» синглом из нового альбома, однако, 26 августа было сообщено о том, что из-за запрета видеоклипа к песне «Деревья», она была снята из ротации на радио. В пресс-службе группы сообщили, что «с ротации песню „Деревья“ пришлось снять, потому что без клипа она воспринимается по-другому». 14 сентября, Алексей Романоф прокомментировал ситуацию, сказав, что «„Деревья“ откладываются, по не зависящим от нас причинам. Думаю, если все сложится хорошо, то это будет февраль 2012». Также он добавил, что новым синглом должна стать песня «Стерео». Однако, после релиза видеоклипа, композиция «Деревья» была выпущена в ротацию 10 октября 2011 года.

## Музыка и текст песни
«Стерео» — это танцевальная поп-композиция. Вначале песня напоминает творчество группы t.A.T.u., но отличается необычным припевом, со строчками: «Мне плевать, ведь я люблю тебя больше чем небо синее — это душа другого цвета и сердце сильное. Больше чем небо странное — мы не Ромео и Джульетта, и к чёрту правила!». На сайте «Карты музыки» посчитали, что музыкально песня является стандартной данс-поп композицией.
В тексте группа пыталась выразить своё неприятие ограничений, при этом Анна Плетнёва говорила: «Мы не создаем рамок, внутри которых должен уместиться весь смысл песни. Каждый может воспринимать её по-своему. Такая же свобода выбора должна быть во всем». Яков Золотов в Dvjournal.ru писал, что смысл песни состоит в «непонимания со стороны родных и близких и неприятие ими человека, к которому ты неравнодушен» и отмечал: «Стерео» можно назвать продолжением композиции «Мальчик».

## Реакция критики

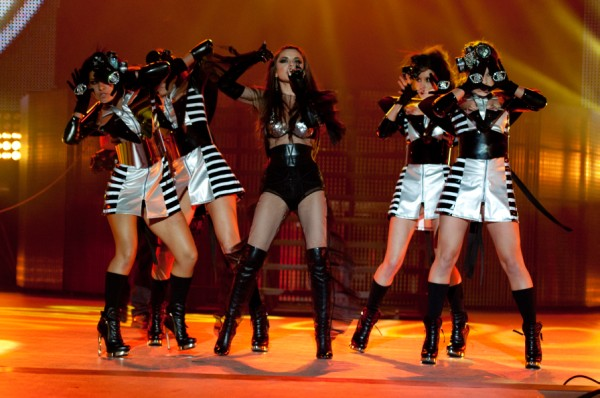
Группа «Винтаж» исполняет «Стерео» в ходе тура «История плохой девочки».

Булат Латыпов в журнале «Афиша» положительно отнёсся к композиции и писал, что в «Стерео» «всё на месте, взболтано и смешано по проверенному временем рецепту: милая нашему сердцу сексплуатация, вокал несравненной принцессы любви Ани Плетнёвой, неожиданные культурные референции и бесспорный хитовый потенциал». На сайте проекта «МирМэджи» песню напротив описали негативно. В издании писали, что оказались разочарованы композицией: «Опять „мальчики-девочки“, снова нудно-подростковая философия и ничего толкового. Даже для танцев эта музыка не годится».
Алексей Мажаев в InterMedia дал положительную оценку песни. «Композиция „Стерео“ начинается как подражание „Тату“, но припев очень хорош — правда, на этот раз, чтобы это расслышать, возможно, нужны горячие ротации», — писал автор. Редакция «Карты Музыки» дала смешанную оценку песни. С одной стороны, на сайте посчитали, что «Стерео» — это «стандартная попсовая танцевальная композиция». С другой стороны — писали: «Единственное стоит отметить текст композиции, в который автор все-таки постарался внести какой-то пусть и не очень глубокий, но все же смысл».

## Коммерческий успех
Несмотря на то, что песня так и не была выпущена синглом, она попала в чарт продаж русскоязычной музыки портала «Красная звезда» (основан на информации, полученной от российского издания журнала Billboard). Песня дебютировала в чарте в ноябре 2011 года на 45 позиции. В декабре композиция поднялась до 13 места. После удачной телевизионной трансляции московского концерта тура «История плохой девочки», концертное видео песни попало в видеочарт портала на 81 позицию.

## Участники записи
В создании и записи композиции приняли участие следующие музыканты:
- Алексей Романоф — музыка, текст, аранжировка, саунд-продюсирование, бэк-вокал
- Александр Сахаров — аранжировка, сведение, мастеринг, саунд-продюсирование
- Анна Плетнёва — саунд-продюсирование, вокал
- Александр Ковалёв — текст

## Чарты
| Страна/территория (Чарт)       | Высшая Позиция |
| ------------------------------ | -------------- |
| (Красная звезда. Сводный чарт) | 100            |
| (Красная звезда. Чарт продаж)  | 13             |
| (Красная звезда. Видеочарт)    | 81             |